# Альфельд, Иоганн Фридрих
Иога́нн Фри́дрих А́льфельд (нем. Johann Friedrich Ahlfeld; 1 ноября 1810, Меринген — 4 марта 1884, Лейпциг) — немецкий проповедник и педагог.
Иоганн Фридрих Альфельд родился 1 ноября 1810 в Мерингене, в Ангальтском княжестве.
С 1823 по 1830 год учился в гимназии в Ашерслебене и Дессау, в 1830—33 году изучал богословие в Галле, где слушал Гезениуса, Вегшейдера, Ульмана, Толука и Лео.
С 1834 году назначен учителем гимназии в Цербсте, с 1837 г. — ректором в Вёрлице; с 1838 году состоял пастором в Дорф-Альслебене, с 1847 года в Галле, оттуда в 1851 году перешел в Лейпциг.
Везде отличался как проповедник; в 1881 году оставил занятия. Его проповеди затрагивают практические темы, обнаруживают большое знание человеческого сердца и жизни и отличаются теплым чувством. В отношении догматов Альфельд держится строго учения церкви.
Иоганн Фридрих Альфельд скончался 4 марта 1884 года в Лейпциге.